# Oberndorf bei Schwanenstadt
Oberndorf bei Schwanenstadt är en ort och kommun i Österrike. Den ligger i distriktet Vöcklabruck i förbundslandet Oberösterreich, 190 kilometer väster om huvudstaden Wien. 
Kommunen består av sju orter (Ortschaften) (inom parentes invånarantal 1 januari 2024):

- Edt (28)
- Kaiseredt (125)
- Kochlöffling (20)
- Lebertsham (255)
- Niederholzham (240)
- Oberndorf (621)
- Winkl (105)